# Jaime Sifers
James T. Sifers (né le 18 janvier 1983 à Stratford, dans l'État du Connecticut aux États-Unis) est un joueur professionnel américain de hockey sur glace évoluant à la position de défenseur.

## Carrière
Joueur jamais réclamé lors d'un repêchage de la LNH, Jaime Sifers s'aligne au niveau junior avec les Catamounts du Vermont, club universitaire s'alignant dans la division Hockey East du championnat de la NCAA. C'est en 2005 qu'il retient l'attention des éclaireurs de la Ligue nationale de hockey pour la première fois alors qu'il décroche une place dans la deuxième équipe d'étoiles de la ECAC Hockey, division dans laquelle s'aligne alors l'université du Vermont.
Il devient joueur professionnel au cours de la saison suivante, rejoignant alors le club affilié aux Maple Leafs de Toronto dans la Ligue américaine de hockey, les Marlies, pour deux rencontres. Décrochant un contrat à titre d'agent libre avec les Leafs au cours de l'été 2006, il retourne avec les Marlies avec qui il reste pour les trois saisons suivantes. Au cours de la saison 2008-2009, il est rappelé par les Maple Leafs et fait ses débuts dans la LNH, obtenant deux passes en 23 rencontres.
Devenant agent libre à l'été suivant, il s'entend alors avec le Wild du Minnesota pour une saison et partage cette dernière entre le Wild et leur club-école, les Aeros de Houston. De retour sur le marché des joueurs autonomes à l'été 2010, le défenseur rejoint accepte un contrat avec l'organisation des Thrashers d'Atlanta. Après une saison entière dans la LAH avec les Wolves de Chicago, il part en Allemagne où il rejoint le Adler Mannheim de la DEL tandis que ses droits avec les Thrashers sont transférés aux Jets de Winnipeg lors du déménagement du club.
Il remporte la Coupe Calder 2016 avec les Monsters du lac Érié.

## Statistiques
| Saison     | Équipe                 | Ligue      |    | Saison régulière | Saison régulière | Saison régulière | Saison régulière | Saison régulière |   | Séries éliminatoires | Séries éliminatoires | Séries éliminatoires | Séries éliminatoires | Séries éliminatoires |
| Saison     | Équipe                 | Ligue      | PJ | B                | A                | Pts              | Pun              | PJ               | B | A                    | Pts                  | Pun                  |                      |                      |
| 2002-2003  | Catamounts du Vermont  | ECAC       | 34 | 4                | 14               | 18               | 66               | -                | - | -                    | -                    | -                    |                      |                      |
| 2003-2004  | Catamounts du Vermont  | ECAC       | 35 | 4                | 14               | 18               | 93               | -                | - | -                    | -                    | -                    |                      |                      |
| 2004-2005  | Catamounts du Vermont  | ECAC       | 36 | 4                | 12               | 16               | 57               | -                | - | -                    | -                    | -                    |                      |                      |
| 2005-2006  | Catamounts du Vermont  | HE         | 38 | 3                | 15               | 18               | 60               | -                | - | -                    | -                    | -                    |                      |                      |
| 2005-2006  | Marlies de Toronto     | LAH        | 2  | 0                | 0                | 0                | 2                | -                | - | -                    | -                    | -                    |                      |                      |
| 2006-2007  | Marlies de Toronto     | LAH        | 80 | 7                | 18               | 25               | 75               | -                | - | -                    | -                    | -                    |                      |                      |
| 2007-2008  | Marlies de Toronto     | LAH        | 80 | 3                | 10               | 13               | 57               | 19               | 2 | 3                    | 5                    | 6                    |                      |                      |
| 2008-2009  | Marlies de Toronto     | LAH        | 43 | 4                | 16               | 20               | 47               | 4                | 0 | 1                    | 1                    | 4                    |                      |                      |
| 2008-2009  | Maple Leafs de Toronto | LNH        | 23 | 0                | 2                | 2                | 18               | -                | - | -                    | -                    | -                    |                      |                      |
| 2009-2010  | Wild du Minnesota      | LNH        | 14 | 0                | 0                | 0                | 6                | -                | - | -                    | -                    | -                    |                      |                      |
| 2009-2010  | Aeros de Houston       | LAH        | 54 | 3                | 5                | 8                | 58               | -                | - | -                    | -                    | -                    |                      |                      |
| 2010-2011  | Wolves de Chicago      | LAH        | 68 | 4                | 18               | 22               | 66               | -                | - | -                    | -                    | -                    |                      |                      |
| 2011-2012  | Adler Mannheim         | DEL        | 52 | 5                | 19               | 24               | 59               | 14               | 0 | 3                    | 3                    | 8                    |                      |                      |
| 2012-2013  | Adler Mannheim         | DEL        | 52 | 1                | 14               | 15               | 64               | 6                | 0 | 1                    | 1                    | 2                    |                      |                      |
| 2013-2014  | Adler Mannheim         | DEL        | 50 | 3                | 21               | 24               | 62               | 5                | 0 | 1                    | 1                    | 0                    |                      |                      |
| 2014-2015  | Falcons de Springfield | LAH        | 76 | 3                | 19               | 22               | 82               | -                | - | -                    | -                    | -                    |                      |                      |
| 2015-2016  | Monsters du lac Érié   | LAH        | 67 | 5                | 14               | 19               | 86               | 14               | 0 | 5                    | 5                    | 10                   |                      |                      |
| 2016-2017  | Monsters de Cleveland  | LAH        | 74 | 6                | 14               | 20               | 74               | -                | - | -                    | -                    | -                    |                      |                      |
| 2017-2018  | Comets d'Utica         | LAH        | 37 | 0                | 5                | 5                | 44               | 5                | 0 | 0                    | 0                    | 0                    |                      |                      |
| 2018-2019  | Comets d'Utica         | LAH        | 70 | 4                | 10               | 14               | 51               | -                | - | -                    | -                    | -                    |                      |                      |
| Totaux LNH | Totaux LNH             | Totaux LNH | 37 | 0                | 2                | 2                | 24               | -                | - | -                    | -                    | -                    |                      |                      |

## Honneurs et trophées
- ECAC Hockey
  - Nommé dans la deuxième équipe d'étoiles en 2005.
- Ligue américaine de hockey
  - champion de la Coupe Calder en 2016

## Transaction en carrière
- 20 juillet 2006 : signe à titre d'agent libre avec les Maple Leafs de Toronto.
- 8 juillet 2009 : signe à titre d'agent libre avec le Wild du Minnesota.
- 7 juillet 2010 : signe à titre d'agent libre avec les Thrashers d'Atlanta.
- 26 mai 2011 : signe à titre d'agent libre avec le Adler Mannheim de la DEL.
- 21 juin 2011 : droit transféré aux Jets de Winnipeg à la suite de la relocalisation des Thrashers.